# 근막

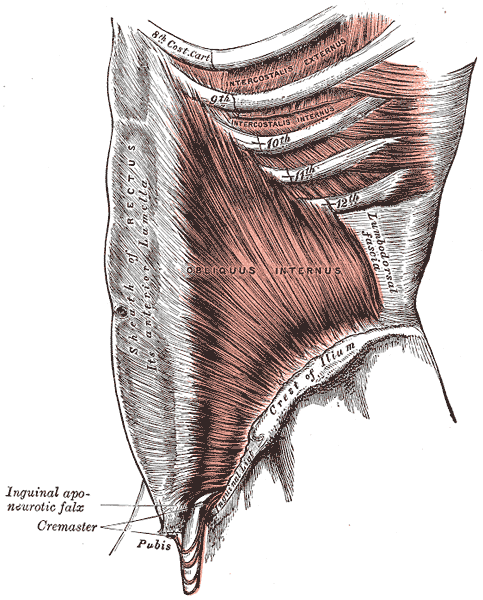

근막(fascia)은 근육과 내장을 감싸는 막이다. 이로 인해 구획이 형성된다. 주로 기계적으로 매우 강인한 I형 콜라겐 섬유로 이루어진 밀도 결합 조직에서 콜라겐 섬유 다발 이 여러 방향으로 교차한다.
근막은 근육의 과도한 사용에 영향받으며 이러한 근막에의 무리한 영향은 원인이 되는 근육이나 다른 근막에 좋지않은 영향을 미치게된다.
한편 근막은 섬유 조직으로 이루어진 막으로 서로 연결되어 피부 깊은 곳이나 근육, 장기, 몸 안의 공간을 싸는 심부적인 층을 형성한다.

## 근막절개
근막 절개(筋膜切開)는 한 기능 단위의 근육을 싸고 있는 근막을 잘라서 여는 수술. 근육 구획 안의 압력을 해소할 때 시행한다.

## 같이 보기
- 힘줄 (건(腱), tendon)
- 건막 (널힘줄, aponeurosis)
- 결합 조직 (connective tissue)